# Francesc de Borbó-Dues Sicílies
Francesc de Borbó-Dues Sicílies (italià: Francesco di Paola di Borbone-Due Sicilie)  (Nàpols, 13 d'agost de 1827 - París, 24 de setembre de 1892) va ser membre de la Casa de Borbó-Dues Sicílies. Príncep de les Dues Sicílies amb el tractament d'altesa reial que ostentà per concessió expressa del seu pare el comtat de Trapani.

## Biografia
Nat el 13 d'agost de 1827 a Nàpols essent fill del rei Francesc I de les Dues Sicílies i de la infanta Maria Isabel d'Espanya.
Va rebre el títol de comte de Trapani. Tenia tres anys a la mort del seu pare i a l'ascens al tron del seu germà Ferran II de les Dues Sicílies. Com el fill petit d'una família nombrosa, estava destinat a seguir una carrera a l'església i es va educar al col·legi dels jesuïtes a Roma. La seva carrera religiosa va ser abandonada l'any 1844 quan el rei Lluís Felip I de França va proposar de casar Francesc amb la jove reina Isabel II d'Espanya. Era tres anys més jove que ell i era alhora la seva cosina i la seva neboda. L'ambaixador francès a la Santa Seu que va conèixer el comte de Trapani en aquest moment el va descriure desfavorablement com "molt lleig, petit, d'aspecte malaltís, sense expressió d'intel·ligència; i quan recordo en quin estat de salut vaig veure la reina Isabel durant el meu quedar-me a Espanya (va patir una forma aguda d'èczema), no puc evitar pensar que almenys des del punt de vista físic podrien triar millor”.
El comte de Trapani va dubtar a presentar la seva candidatura per casar-se amb Isabel II. El seu germà el comte d'Aquila, el seu confessor i el partit pro-austríac de Nàpols estaven tots en contra de la idea, pensant que seria un instrument a les mans del rei Lluís Felip i que la reina d'Espanya no podria tenir fills. No obstant això, després d'un consell de família el 17 de juny de 1845, Trapani va acceptar casar-se amb la seva neboda sota la pressió del seu germà Ferran II, la seva mare i l'ambaixador francès. No obstant això, no podia demanar la mà de la reina, ella la va haver d'oferir. El primer ministre espanyol Narváez i la germana de Francesc, la reina Maria Cristina, van afavorir la seva candidatura. Tanmateix, després de la caiguda del govern de Narváez l'abril de 1846, i davant la manca de suport a Espanya per al projecte, Maria Cristina va triar el seu nebot el duc de Cadis com a marit per a la seva filla en un acord amb el rei Lluís Felip.
El 10 d'abril de l'any 1850 es casà a Florència amb l'arxiduquessa Maria Isabel d'Àustria-Toscana, filla del gran duc Leopold II de Toscana i de la princesa Antonieta de Borbó-Dues Sicílies. La seva unió va ser impopular a la Toscana, ja que els Borbó de Nàpols no els agradaven per motius polítics. La parella s'establí a Nàpols i tingué sis fills:
- SAR la princesa Maria Antonieta de Borbó-Dues Sicílies, nascuda a Nàpols el 1851 i morta a Friburg el 1938. Es casà amb el príncep Alfons de Borbó-Dues Sicílies a Roma el 1868.

- SAR el príncep Leopold de Borbó-Dues Sicílies, nat a Nàpols el 1853 i mort a Roma el 1870.
- SAR la princesa Maria Teresa de Borbó-Dues Sicílies, nada a Nàpols el 1855 i morta el 1856 a la mateixa localitat.
- SAR la princesa Maria Carolina de Borbó-Dues Sicílies, nada a Nàpols el 1856 i morta a Varsòvia el 1941. Es casà amb el comte Andrzej Zamoyski a París el 1885.
- SAR el príncep Ferran de Borbó-Dues Sicílies, nat a Nàpols el 1857 i mort a Nàpols el 1859.
- SAR la princesa Maria de l'Anunciació de Borbó-Dues Sicílies, nada a Nàpols el 1858 i morta a París el 1873.

Malgrat les intrigues familiars, va ser lleial al seu germà Ferran II. Com que Ferran II no va molestar amb les peticions, Francesc va ser molt estimat pel rei. Com els seus germans, el comte de Siracusa i el comte d'Aquila, Trapani tenia una debilitat per les dones de virtut fàcil, però no es va involucrar en escàndols. A la mort de Ferran II el 22 de maig de 1859, Trapani es va encarregar de gestionar l'exèrcit. Durant el breu regnat del seu nebot, el rei Francesc II, Trapani, mancat de perspicàcia política, li va proporcionar poca ajuda en el moment crític de la caiguda del Regne de les Dues Sicílies.
Francesc de Borbó-Dues Sicílies partí a l'exili l'any 1861 amb tota la Família Reial de les Dues Sicílies instal·lant-se a Roma sota la protecció del Papa Pius IX. L'any 1870, quan els Estats Pontificis foren ocupats per les tropes del rei Víctor Manuel II d'Itàlia, els prínceps de la Casa de les Dues Sicílies hagueren de partí a un nou exili molt més incert. En aquest cas, el comte de Trapani s'instal·là a França.
El comte de Trapani morí el dia 24 de setembre de 1892 a la capital francesa a l'edat de 65 anys.